# Oleksij Lukasjevitj
Oleksij Lukasjevitj (ukrainska: Олексій Лукашевич), född 11 januari 1977 i Dnepropetrovsk, Ukrainska SSR, Sovjetunionen, är ukrainsk friidrottare som tävlar i längdhopp. 
Lukasjevitj genombrott kom när han blev världsmästare vid VM för juniorer 1996. Under 1999 vann han även guld vid Universiaden. Han deltog vid Olympiska sommarspelen 2000 i Sydney där han slutade på fjärde plats efter att ha hoppat 8,26. Ett hopp som bara är en centimeter från hans personliga rekord som han noterade samma år. 
Under VM 2001 i Edmonton slutade han på en sjätte plats och hans främsta merit kom vid EM i München 2002 där han blev segrare efter ett hopp på 8,08 meter. Nästa stora framgång kom vid EM i Göteborg 2006 där han slutade trea efter ett hopp på 8,12. 
Vid VM 2007 i Osaka slutade han på en fjärde plats med ett hopp på 8,25.